# Przełęcz pod Wieżycą
Przełęcz pod Wieżycą (281 m n.p.m.) – przełęcz w Masywie Ślęży na Przedgórzu Sudeckim.
Przełęcz położona jest na obszarze Ślężańskiego Parku Krajobrazowego, na południowy zachód od miejscowości Sobótka w Masywie Ślęży. Jest to mało wyraźne, szerokie, płytko wcięte obniżenie o łagodnych zboczach i bardziej stromych podejściach, wcinające się w amfibolitowe podłoże Masywu Ślęży między Gozdnicę po północnej stronie a Wieżycę na południowej stronie. Obszar przełęczy częściowo porośnięty jest lasem mieszanym regla dolnego, na wschodnim rozległym podejściu w pobliżu przełęczy rozciąga się obszerna łąka. Od strony wschodniego podejścia do przełęczy prowadzi droga z Sobótki. Przełęcz stanowi węzeł szlaków turystycznych i oznakowanych tras rowerowych.
W przeszłości przełęcz znana była pod nazwą Kamienne Siodło. Nazwa ta wywodziła się od wychodni skalistego podłoża wychodzącego w wielu miejscach przełęczy na powierzchnię.

## Turystyka
Przez przełęcz prowadzą szlaki turystyczne:
 – żółty z Sobótki przez Ślężę do Świdnicy
 – czarny, prowadzący wokół Masywu Ślęży.
Na zachodnim podejściu do przełęczy położony jest owalny prehistoryczny kamieniołom. Na przełęczy stoi Dom Turysty PTTK im. Bogusza Zygmunta Stęczyńskiego „Pod Wieżycą”.